# 洪坑牌坊群及洪氏家庙
洪坑牌坊群及洪氏家庙位于中国安徽省黄山市徽州区岩寺镇洪坑村。
洪坑村原有七座牌坊，现存四座，其中两座是功名坊，一名“世科坊”；一名“进士坊”；另外两座是贞节坊（潜德声闻坊和劲节凌风坊）。
- 洪坑世科坊：立于弘治戊午年（1498年），题名4位进士，17位举人，共21位，包括嘉庆十四年（1809年）恩科状元洪莹
- 洪坑进士坊：表彰乾隆二年（1737年）进士洪本仁；
- 潜德声闻坊
- 劲节凌风坊

洪氏家庙是一座明代洪姓支祠，明代南京工部尚书洪远立。
2004年10月，洪坑牌坊群及洪氏家庙列为安徽省文物保护单位。2019年10月7日，洪坑牌坊群及洪氏家庙公布为第八批全国重点文物保护单位。